# NGC 268
NGC 268 è una galassia a spirale barrata situata nella costellazione della Balena a una distanza di 248,4 milioni di anni luce dal sistema solare.

## Descrizione
La galassia ha una classe di luminosità II-III e presenta una larga riga a 21 cm dell'idrogeno neutro.
Sono inoltre presenti anche regioni di idrogeno ionizzato.

## Scoperta
NGC 268 è stata scoperta il 22 novembre 1785 dall'astronomo britannico di origine tedesca William Herschel.

## Supernova
Il 26 gennaio 2012, nel corso dell'indagine CRTS (Catalina Real-Time Transient Survey) del Caltech e indipendentemente da parte dell'astronomo amatoriale americano Stan Howerton, all'interno di NGC 268 è stata scoperta la supernova SN 2012w, classificata di tipo II.